# Patricia Moreno
Patricia Moreno Sánchez (7 de enero de 1988, Madrid) es una exgimnasta española que compitió en la disciplina de gimnasia artística. Logró la medalla de bronce en suelo en los Juegos Olímpicos de Atenas 2004, siendo la primera y única gimnasta artística española en conseguir una medalla olímpica. En Atenas fue además 5ª en la competición por equipos, obteniendo así el diploma olímpico. También posee varias medallas en pruebas de la Copa del Mundo, como el oro en suelo en la American Cup (2005). Tiene 3 títulos de campeona de España en la general (alevín en 1999, júnior en 2002 y sénior en 2007), entre otras preseas en campeonatos nacionales con el Club Cecilia Gómez de Madrid y el Club Pozuelo de Pozuelo de Alarcón. 
A lo largo de su carrera le han sido concedidos varios reconocimientos, como la Medalla del Comité Olímpico Español (2005), el Premio Siete Estrellas del Deporte 2004 de la Comunidad de Madrid (2005), la Medalla de Plata de la Real Orden del Mérito Deportivo (2006) o la Medalla al Mérito Gimnástico, otorgada por la Real Federación Española de Gimnasia (2006). En la actualidad es entrenadora en la Escuela de Gimnasia Majadahonda  y en Go Fit Vallehermoso.

## Biografía deportiva

### Inicios
Con 6 años de edad comenzó a practicar gimnasia rítmica como actividad extraescolar en el madrileño Colegio Fundación Caldeiro. En 1995, con 7 años, se cambió a la práctica de gimnasia artística, disciplina que ya practicaba su hermana Ainhoa, en el Club Cecilia Gómez de Madrid (más tarde denominado Club Básico Décimas). Algunos de sus referentes eran las gimnastas rumanas Simona Amânar y Cătălina Ponor o la española Eva Rueda. En el club fue entrenada por Sylvia García González. Posteriormente pasó a entrenar al Gimnasio Moscardó, donde entonces también entrenaba la selección, a las órdenes de Marta Carballo y poco después, de Sonia Fraguas y Eva Rueda. En 1998, con 10 años, participó en categoría alevín en el Campeonato de España de Palma de Mallorca, siendo 4ª en la general, oro en salto, y plata en suelo y barras asimétricas. Para 1999, en el Campeonato de España de Clubes en Guadarrama, fue oro por equipos junto a Paloma Moro, Sara Moro López-Menchero y Beatriz Sánchez-Covisa. Además, Moreno se proclamó campeona de España alevín en el Campeonato de España de Pozuelo de Alarcón, siendo también oro en suelo y barras asimétricas, plata en salto y bronce en barra de equilibrio. En 2000, ya en categoría infantil, fue subcampeona de España en Murcia y oro en suelo y en asimétricas, así como bronce por equipos en el Campeonato de España de Autonomías. En 2001 pasó a entrenar en el Club Pozuelo de Pozuelo de Alarcón. Ese mismo año fue plata en la general, en asimétricas y en barra, y oro en suelo en el Campeonato de España Individual de Orense, así como bronce en el Campeonato de España de Autonomías en Pozuelo de Alarcón.

### Etapa en la selección nacional

#### 2002 - 2004: primeras internacionalidades y bronce en Atenas 2004
Con 12 años de edad, empezó a entrenar con el equipo nacional en el Centro de Alto Rendimiento de Madrid y a las órdenes del seleccionador Jesús ''Fillo'' Carballo. Otros de sus entrenadores fueron Almudena San José, Lucía Guisado y Eva Rueda, teniendo como coreógrafa a Fuensanta Ros. Su primera competición internacional fue el encuentro Gran Bretaña - España disputado en Gran Bretaña el 6 de abril de 2002. Allí fue oro por equipos y bronce en la general. Ese mismo mes, como gimnasta júnior disputó el Campeonato Europeo de Patras, siendo 11.ª por equipos, 14.ª en la general y 4ª en suelo. En el Campeonato de España de Clubes en El Ejido fue oro por equipos, y como júnior, en el Campeonato de España de 2002 en Pozuelo de Alarcón, fue oro en la general, en suelo, en salto y en asimétricas, además de bronce en barra. Patricia finalizó el año ascendiendo al equipo sénior de la selección y compitiendo en dos encuentros internacionales, primero ante Grecia y México en Vera (oro por equipos y bronce en la general), y luego ante Italia (plata por equipos y 5ª en la general).

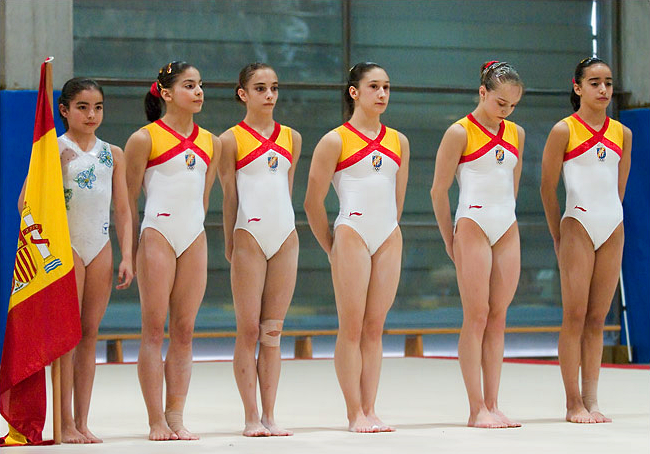
Patricia (3ª a la izquierda) con el equipo español de gimnasia artística en un encuentro España - Holanda (2004).

En 2003, continuando como gimnasta de la selección sénior, fue oro por equipos y plata en la general en un encuentro internacional entre España y Bélgica en Palma de Mallorca. En el Torneo Ocho Naciones en Groninga fue 5ª por equipos, 13.ª en la general y 7ª en suelo, mientras que en el encuentro España - Bielorrusia en Guadalajara fue oro por equipos y bronce en la general. Posteriormente fue medalla de plata en la general de la Copa de España en Málaga, y poco después, en el encuentro España - Rumanía - Brasil en Pozuelo de Alarcón fue plata por equipos, 8ª en la general y plata en suelo. En el encuentro España - Italia en Ponferrada logró el oro por equipos y el bronce en la general. En el Campeonato de España Individual disputado Alicante, Moreno obtuvo la plata en la general sénior tras Elena Gómez (oro) y delante de Lenika de Simone (bronce). Además, consiguió la plata en suelo, el bronce en salto y el 4º puesto en asimétricas y barra. En el encuentro Alemania - España - Bulgaria - Francia en Dresde obtuvo la plata por equipos y la 5ª plaza general. En su primer Campeonato del Mundo, el Campeonato Mundial de Anaheim, logró el 5º puesto por equipos (lo que clasificó al combinado español para los JJ. OO. de Atenas 2004) y el 22º en la general individual.

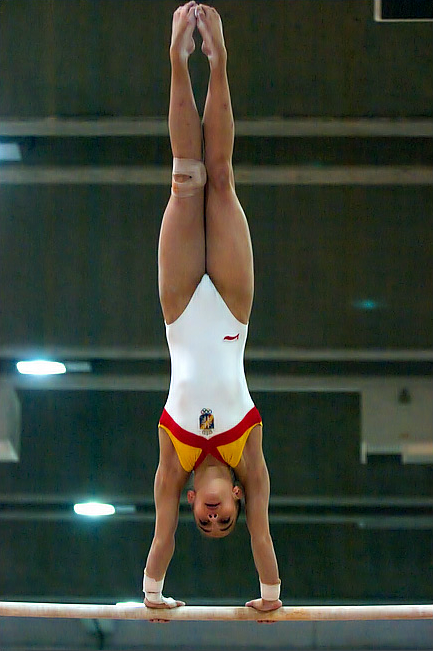
Moreno en las asimétricas durante el encuentro España - Holanda en Madrid (2004).

En 2004 disputó la prueba de la Copa del Mundo de Cottbus, siendo 7ª en barra de equilibrio y 9ª en suelo. En el Test Preolímpico de Atenas logró el bronce por equipos y el 7º puesto en suelo. En el encuentro España - Holanda en Madrid fue oro por equipos y 4ª en la general, mismas posiciones que logró poco después en el encuentro Italia - España. En abril participó en el Campeonato Europeo de Ámsterdam, logrando el 4º puesto por equipos. En este campeonato sufrió una ligera lesión en suelo, abandonando la competición para no forzarla. En la Copa Iberoamericana fue oro por equipos y bronce en la general, mientras que en el encuentro España - Gran Bretaña logró el oro por equipos y la plata en la general. En el Memorial Joaquín Blume en Villanueva y Geltrú obtuvo el 7º puesto por equipos. Posteriormente, en el encuentro España - Rumanía en Pozuelo de Alarcón fue plata por equipos y 10.ª en la general, y en el Francia - España en París, plata por equipos. En el Campeonato de España Individual en Vilasar de Mar (Barcelona), logró la medalla de bronce en la general, quedando por detrás de Elena Gómez (oro) y Tania Gener (plata). También logró el bronce en salto, y la plata tanto en barra como en suelo. Ese mismo año consiguió su mayor éxito deportivo, al lograr la medalla de bronce en la modalidad de suelo en los Juegos Olímpicos de Atenas 2004. En la calificación, celebrada el 15 de agosto, Patricia se clasificó para la final de suelo con 9,587, la 5ª mejor nota. En la competición por equipos, cuya final fue el 17 de agosto, España fue 5ª, logrando así el diploma olímpico. El equipo español estaba integrado en Atenas por Patricia, Laura Campos, Tania Gener, Elena Gómez, Mónica Mesalles y Sara Moro. En la final de suelo, disputada el 23 de agosto, Patricia obtuvo una nota de 9,487, acabando por detrás de las rumanas Cătălina Ponor (oro) y Nicoleta Daniela Șofronie (plata). Moreno se convirtió así en la primera y única gimnasta artística española en conseguir una medalla olímpica. Además, al tener entonces 16 años y 229 días, es el 6º deportista español más joven en lograr una medalla en unos Juegos. En España la competición fue narrada en directo por Paloma del Río para Teledeporte. Durante la clasificación de suelo en los Juegos, Patricia realizó correctamente la triple pirueta y media, elemento de gran dificultad que ya hacía desde que era júnior, convirtiéndose así en la primera gimnasta olímpica en realizarlo. Dicho elemento estuvo durante un tiempo en el Código de Puntuación. A lo largo de su carrera, Patricia también entrenó la cuádruple pirueta e intentó realizarla en varios campeonatos en 2004, pero nunca llegó a ejecutarla completamente en ninguna competición oficial de la FIG. En 2016 la propia gimnasta relataba para Tribuna Olímpica cómo vivió la final de suelo:

«Salí la segunda, una mala posición, detrás de Daiane, la brasileña. Pero hice un buen ejercicio, sin presión. Me acuerdo de que Fillo me abrazó y me dijo que tenía que mejorar algunos detalles de cara al futuro. También Elena y Sara me tranquilizaron. Me senté y me puse a ver la final [...] Cuando empecé a ver que algunas personas en la grada me hacían señas para que mirase el marcador, me di cuenta de que era bronce».

«Fue muy emocionante, pero también inesperado [...] en el podio estaba bastante nerviosa, además no sabía inglés. Fue Catalina [Ponor] quien fue diciéndome lo que tenía que hacer en cada momento. Fue muy especial el momento en que vi subir la bandera española junto a las dos de Rumanía [...] Dediqué el bronce a mi hermana Ainhoa, aunque, sinceramente, creo que aquella medalla no fue mía. Fue el premio al trabajo de mis compañeras, los entrenadores, los técnicos... Porque la gente de la gimnasia formamos una gran familia».

#### 2005 - 2008: nuevas medallas internacionales y periodos de lesiones

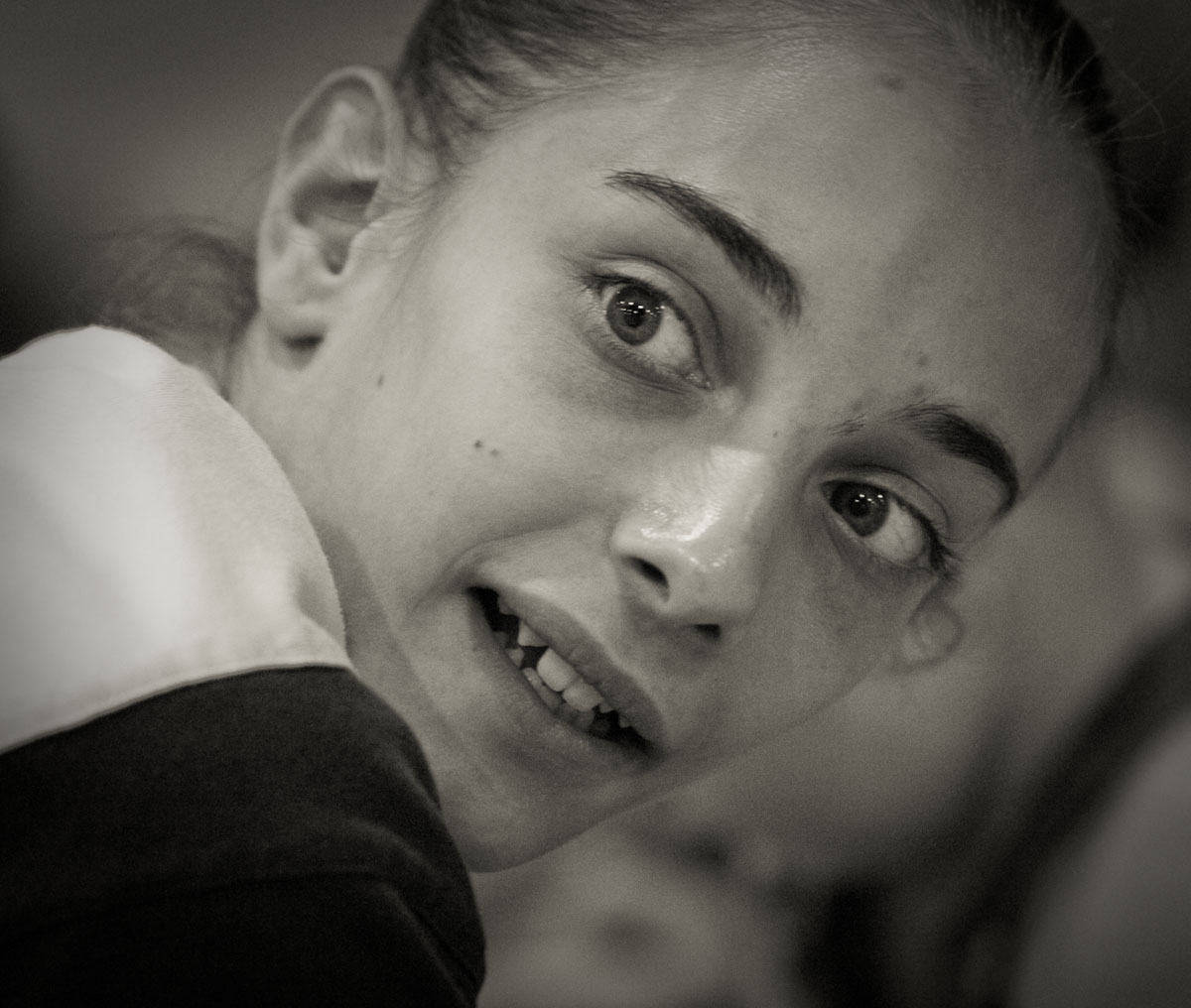
Patricia durante un entrenamiento en el CAR (2004).

Moreno inició el ciclo olímpico participando en febrero de 2005 en la American Cup, disputada en Uniondale (Nueva York) e incluida ese año dentro del calendario de pruebas de la Copa del Mundo, siendo oro en suelo y 7ª en barra de equilibrio. En marzo compitió en la prueba de la Copa del Mundo de Cottbus, donde obtuvo el 10º puesto en la calificación de barra de equilibrio y el 9º en la calificación de suelo. Para abril compitió en la prueba de la Copa del Mundo de São Paulo, siendo bronce en la barra de equilibrio y plata en suelo. En junio, durante el Campeonato Europeo de Debrecen, en el que era una de las favoritas para conseguir una medalla en suelo, sufrió una importante lesión de rodilla, lo que hizo que se perdiera el resto de la temporada. Patricia contaba así en 2016 ese momento:

«Después de la medalla, estuve apareciendo unos meses en televisión, pero me lesioné en el Europeo de Hungría al año siguiente y desaparecí. Sentí bastante abandono por parte de las autoridades federativas y del CSD de entonces, una falta de apoyo que también han sufrido otros muchos deportistas de élite. Pasar del todo a la nada es duro».

En 2006, tras recuperarse de la lesión, regresó a la competición y disputó el encuentro Italia - España en Città di Castello, donde fue plata por equipos y 9ª en la general. A finales de abril participó en el Campeonato Europeo de Volos, logrando el 4º puesto por equipos. En la prueba de la Copa del Mundo de Gante, Moreno logró alzarse con la medalla de plata en suelo. Posteriormente disputó la Copa y Campeonato de España de Clubes en Gijón, logrando el oro por equipos y en suelo, el bronce en la general y en asimétricas, el 5º puesto en barra y el 8º en salto. En el Campeonato de España Individual en San Javier fue plata en la general, solo por detrás de Tania Gener (oro) y por delante de Laura Campos (bronce). También logró la plata en barra, el oro en suelo, el bronce en asimétricas y el 4º puesto en salto. En el encuentro España - Francia en Madrid fue oro por equipos y 4ª en la general. Poco tiempo después logró junto al resto del equipo español una victoria ante Rumanía en un encuentro en Cáceres que servía de preparación para el Mundial, donde además fue 5ª en la general. En octubre disputó el Campeonato Mundial de Aarhus, logrando el 8.º puesto por equipos y siendo gimnasta reserva para la final de suelo. Ese mismo mes, en la prueba de la Copa del Mundo de Stuttgart, obtuvo el 4º puesto en suelo. El 17 de diciembre de 2006 disputó la Final de la Copa del Mundo en São Paulo, donde obtuvo el 7º puesto en suelo.

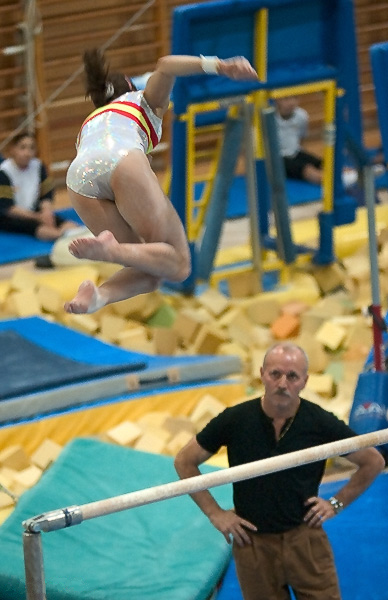
Patricia en las asimétricas bajo la mirada de Jesús Fillo Carballo en el CAR (2004).

En marzo de 2007 participó en la prueba de la Copa del Mundo de París-Bercy, siendo 5ª en suelo. En abril, en el Campeonato Europeo de Ámsterdam, consiguió el 15º puesto en el concurso general y el 7º en suelo. Ese mismo año, en el Campeonato de España Individual celebrado en Palma de Mallorca, logró por primera vez proclamarse campeona de España sénior en el concurso general, quedando por delante de Mercedes Alcaide (plata) y Mélodie Pulgarín (bronce). En este campeonato obtuvo un total de 4 medallas de oro (en la general, en barras asimétricas, en barra de equilibrio y en suelo). En septiembre, en el Campeonato Mundial de Stuttgart 2007, Patricia volvió a lesionarse. Ocurrió durante la clasificación en su salida en la barra de equilibrio, cuando tras una triple pirueta sufrió una caída que le produjo una fisura del segundo metatarsiano de un pie y un esguince en el otro. Con la ausencia de Moreno, el equipo español solo pudo ser 15º, por lo que no logró conseguir la clasificación para los Juegos Olímpicos de Pekín, pudiendo solo clasificarse únicamente a dos gimnastas individuales. 
El 8 de marzo de 2008 participó en su última competición internacional, el Grand Prix Ciudad de Jesolo (Italia), donde fue bronce por equipos y 18.ª en el concurso general. Tras no poder recuperarse de las lesiones y sufrir nuevas recaídas, el 25 de julio de 2008 anunció su retirada oficial, siendo homenajeada por el todo el equipo español de gimnasia que participaría en Pekín y por el entonces secretario de Estado para el Deporte, Jaime Lissavetzky. Patricia ha recibido numerosos premios y reconocimientos por los logros obtenidos a lo largo de su carrera, entre ellos la Medalla del Comité Olímpico Español (2005), el Premio Siete Estrellas del Deporte 2004 de la Comunidad de Madrid (2005), la Medalla de Plata de la Real Orden del Mérito Deportivo (2006) o la Medalla al Mérito Gimnástico, otorgada por la Real Federación Española de Gimnasia (2006).

### Retirada de la gimnasia
Tras su retirada, de 2008 a 2010 estudió el grado superior TAFAD (Técnico Superior en Animación de Actividades Físicas y Deportivas), en el IES Ortega y Gasset, pasando posteriormente a estudiar Ciencias de la Actividad Física y del Deporte en el INEF (Universidad Politécnica de Madrid) de 2010 a 2015. Asimismo tiene el Nivel I como monitora de Pilates. En 2008 fue entrenadora de gimnasia artística en el Club Gimnasia Alcorcón, mientras que de 2009 a 2010 trabajó de monitora de gimnasio en Galileo Fast Fitness y monitora de sala en Fitness First. De noviembre de 2012 a noviembre de 2013 fue delegada de centro en el INEF de Madrid. De 2012 hasta 2014 también fue redactora de la publicación Punto de Encuentro Complutense. De agosto de 2012 hasta septiembre de 2014 fue entrenadora de gimnasia artística en el CDE Split Kolbe, perteneciente al Colegio Internacional Kolbe de Villanueva de la Cañada. En la actualidad es componente del proyecto educativo Eduvic – Inspira tu país y entrenadora en la Escuela de Gimnasia Majadahonda, poseyendo el Nivel III de Entrenadora Nacional de Gimnasia Artística Femenina. Además, es entrenadora en Go Fit Vallehermoso, siendo especialista de ejercicios gimnásticos aplicados al CrossFit.

## Equipamientos
| Período      | Proveedor  |
| ------------ | ---------- |
| 2002 - 2008  | Li-Ning    |
| 2004 (JJ.OO) | John Smith |

## Música de suelo
- 2003: «Welcome to Cuba» de la banda sonora de Die Another Day, compuesta por David Arnold
- 2004 - 2005: «Guapa» de Cafe de Miami
- 2006 - 2007: «Palladio» de Escala

## Palmarés deportivo

### A nivel de club
| 1998 - Campeonato de España Individual en Palma de Mallorca 4º puesto en concurso general (categoría alevín) Oro en salto Plata en barras asimétricas Plata en suelo 1999 - Campeonato de España de Clubes en Guadarrama Oro por equipos - Campeonato de España Individual en Pozuelo de Alarcón Oro en concurso general (categoría alevín) Plata en salto Oro en barras asimétricas Bronce en barra de equilibrio Oro en suelo 2000 - Campeonato de España Individual en Murcia Plata en concurso general (categoría infantil) Oro en barras asimétricas Oro en suelo - Campeonato de España de Autonomías Bronce por equipos 2001 - Campeonato de España Individual en Orense Plata en concurso general (categoría infantil) Plata en barras asimétricas Plata en barra de equilibrio Oro en suelo - Campeonato de España de Autonomías en Pozuelo de Alarcón Bronce por equipos 2002 - Campeonato de España de Clubes en El Ejido Oro por equipos - Campeonato de España Individual en Pozuelo de Alarcón Oro en concurso general (categoría júnior) Oro en salto Oro en barras asimétricas Bronce en barra de equilibrio Oro en suelo | 2003 - Copa de España en Málaga Plata en concurso general - Campeonato de España Individual en Alicante Plata en concurso general Bronce en salto 4º puesto en barras asimétricas 4º puesto en barra de equilibrio Plata en suelo 2004 - Campeonato de España Individual en Vilasar de Mar Bronce en concurso general Bronce en salto Plata en barra de equilibrio Plata en suelo 2006 - Copa y Campeonato de España de Clubes en Gijón Oro por equipos Bronce en concurso general 8.º puesto en salto Bronce en barras asimétricas 5º puesto en barra de equilibrio Oro en suelo - Campeonato de España Individual en San Javier Plata en concurso general 4º puesto en salto Bronce en barras asimétricas Plata en barra de equilibrio Oro en suelo 2007 - Campeonato de España Individual en Palma de Mallorca Oro en concurso general Oro en barras asimétricas Oro en barra de equilibrio Oro en suelo |

### Selección española
| 2002 - Encuentro Gran Bretaña - España Oro por equipos Bronce en concurso general - Campeonato de Europa de Patras 11º puesto en calificación por equipos 14º puesto en concurso general 4º puesto en suelo 2002 - Encuentro España - Grecia - México Oro por equipos Bronce en concurso general - Encuentro Italia - España Plata por equipos 5º puesto en concurso general 2003 - Encuentro España - Bélgica Oro por equipos Plata en concurso general - Torneo Ocho Naciones 5º puesto por equipos 13º puesto en concurso general 7º puesto en suelo - Encuentro España - Bielorrusia Oro por equipos Bronce en concurso general - Encuentro España - Rumanía - Brasil Plata por equipos 8.º puesto en concurso general Plata en suelo - Encuentro España - Italia Oro por equipos Bronce en concurso general - Encuentro Alemania - España - Bulgaria - Francia Plata por equipos 5º puesto en concurso general - Campeonato del Mundo de Anaheim 5º puesto por equipos 22º puesto en concurso general 2004 - Prueba de la Copa del Mundo en Cottbus 7º puesto en barra de equilibrio 9º puesto en suelo - Test Preolímpico de Atenas 2004 Bronce por equipos 7º puesto en suelo - Encuentro España - Holanda Oro por equipos 4º puesto en concurso general - Encuentro Italia - España Oro por equipos 4º puesto en concurso general - Campeonato de Europa de Ámsterdam 4º puesto por equipos - Copa Iberoamericana Oro por equipos Bronce en concurso general | 2004 (continuación) - Encuentro España - Gran Bretaña Oro por equipos Plata en concurso general - Memorial Joaquín Blume 7º puesto por equipos - Encuentro España - Rumanía Plata por equipos 10º puesto en concurso general - Encuentro Francia - España Plata por equipos - Juegos Olímpicos de Atenas 2004 5º puesto por equipos y diploma olímpico Bronce en suelo y diploma olímpico 2005 - American Cup (Prueba de la Copa del Mundo) 7º puesto en barra de equilibrio Oro en suelo - Prueba de la Copa del Mundo en Cottbus 10º puesto en calificación de barra de equilibrio 9º puesto en calificación de suelo - Prueba de la Copa del Mundo en São Paulo Bronce en barra de equilibrio Plata en suelo 2006 - Encuentro Italia - España Plata por equipos 9º puesto en concurso general - Campeonato de Europa de Volos 4º puesto por equipos - Prueba de la Copa del Mundo en Gante Plata en suelo - Encuentro España - Francia Oro por equipos 4º puesto en concurso general - Encuentro España - Rumanía Oro por equipos 5º puesto en concurso general - Campeonato del Mundo de Aarhus 8.º puesto por equipos - Prueba de la Copa del Mundo en Stuttgart 4º puesto en suelo - Final de la Copa del Mundo en São Paulo 7º puesto en suelo 2007 - Prueba de la Copa del Mundo en París-Bercy 5º puesto en suelo - Campeonato de Europa de Ámsterdam 15º puesto en concurso general 7º puesto en suelo - Campeonato del Mundo de Stuttgart 2007 15º puesto en calificación por equipos 2008 - Grand Prix Ciudad de Jesolo Bronce por equipos 18º puesto en concurso general |

## Premios, reconocimientos y distinciones
- Protagonista del año, otorgado por la revista ¡Hola! (2004 y 2005)
- Premio Vértice 2004, otorgado por la revista Vértice Noroeste (2004)[13]
- Premio Tiempo de Deporte Avilés en la IV Gala del Deporte de Avilés, otorgado por la Fundación Deportiva Municipal (2004)
- Pozuelera del año 2004, otorgado por la Asociación Cultural La Poza de Pozuelo de Alarcón (2004)
- Medalla del Comité Olímpico Español (2005)[14]
- Premio Siete Estrellas del Deporte 2004 de la Comunidad de Madrid (2005)
- Medalla de Plata de la Real Orden del Mérito Deportivo, otorgada por el Consejo Superior de Deportes (2006)[15]
- Medalla al Mérito Gimnástico, otorgada por la Real Federación Española de Gimnasia (2006)[16]
- Galardonada (junto al resto de medallistas olímpicos españoles) en la Gala del Centenario del COE (2012)[17][18][19][20]
- Nominada al Premio «Entrenadores Majadahonda 2019» en la I Gala del Deporte de Majadahonda (2019)[21]
- Trofeo conmemorativo en el Homenaje a las Medallistas Olímpicas Madrileñas, otorgado por el COE y el Ayuntamiento de Madrid (2020)[22][23]
- Reconocimiento (junto al resto de medallistas olímpicas españolas) en la XV Gala del COE (2020)[24]

## Galería

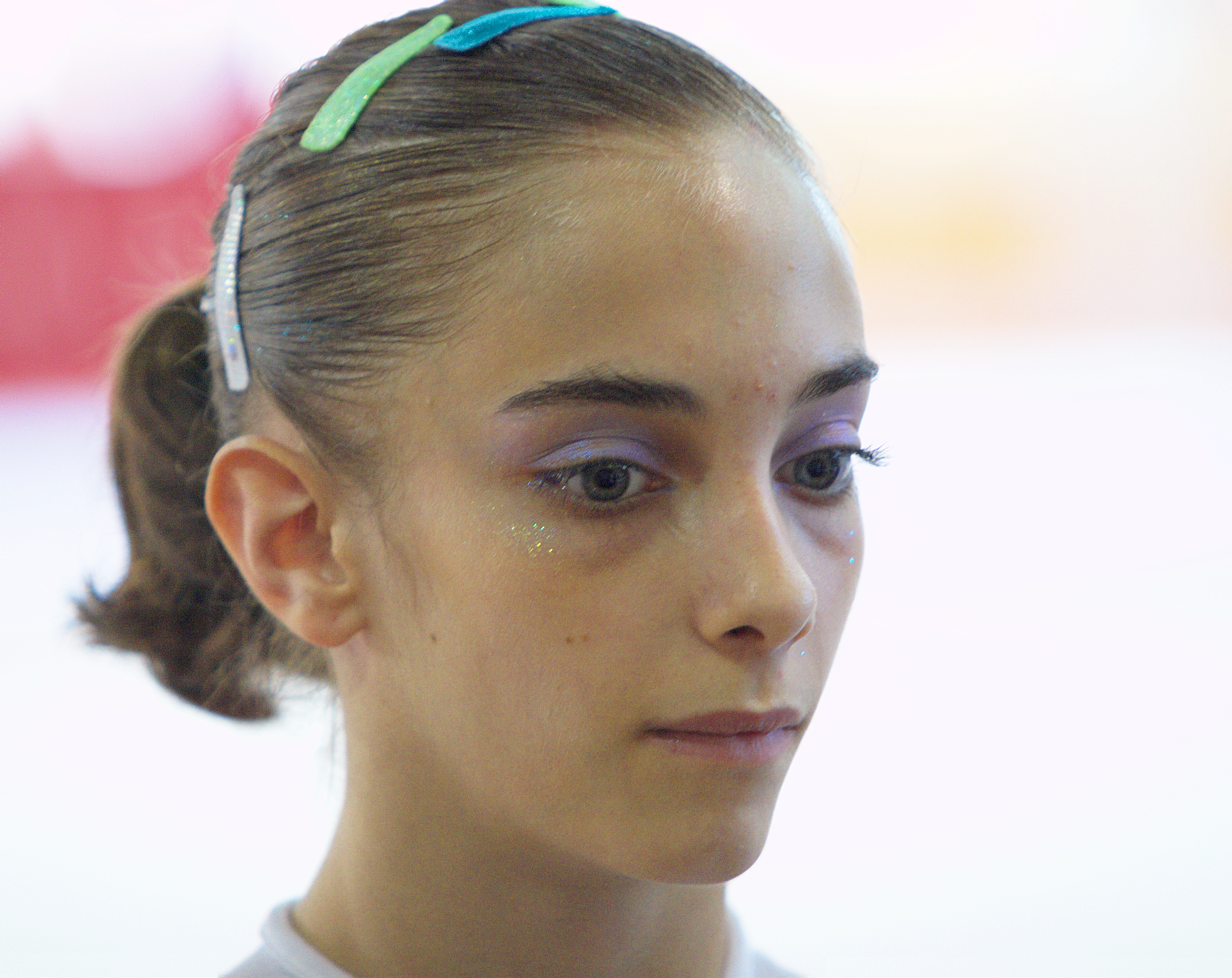
Patricia en el Campeonato de España en Vilasar de Mar (2004).
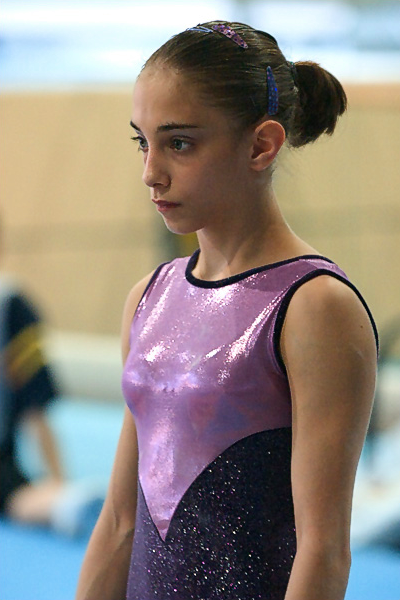
Moreno en un entrenamiento en el CAR de Madrid (2004).

## Filmografía

### Programas de televisión
| Programas de televisión | Programas de televisión     | Programas de televisión | Programas de televisión   |
| Año                     | Título                      | Cadena                  | Notas                     |
| ----------------------- | --------------------------- | ----------------------- | ------------------------- |
| 2004                    | El sueño olímpico. ADO 2004 | La 2 de TVE             | Entrevistada en reportaje |
| 2004                    | La 2 Noticias               | La 2 de TVE             | Invitada                  |
| 2004                    | Telediario                  | La 1 de TVE             | Entrevistada en reportaje |